# Enriqueta Arvelo Larriva
Enriqueta Arvelo Larriva (22 tháng 3 năm 1886 - 10 tháng 12 năm 1962)  là một nhà thơ người Venezuela. Cô được coi là một trong những người sáng lập phong trào thơ của phụ nữ ở Venezuela  và là một trong những nhà thơ tiên phong chính của đất nước.

## Đời sống
Enriqueta Arvelo Larriva sinh ra ở Barinitas, Venezuela trong một gia đình giàu có. Cô là em gái của nhà thơ Alfredo Arvelo Larriva. Tự học, cô sống phần lớn cuộc đời ở Barinitas, làm giáo viên và y tá tại khu đất của gia đình.
Larriva qua đời vào ngày 10 tháng 12 năm 1962 tại Caracas, hưởng thọ 76.

## Nghề thơ
Cô là thành viên của nhóm các nhà thơ Viernes. Năm 1958, cô được trao giải thưởng thơ thành phố cho Mandato del canto (1957).

## Công trinh
- Voz aislada (Giọng cô lập), 1930 [5]
- El cristal neurioso (Gương hẹp), 1931 [5]
- Poemas de una pena (Thơ của sự xấu hổ) 1942
- El canto del recuento (Bài hát đếm) 1949
- Mandato del canto; nhà hát, 1944-1946 (Nhiệm vụ hát), Caracas, 1957 [5]
- Nhà thơ kiên trì (Thơ dai dẳng), 1963